# Literatura Hoysala
Literatura Hoysala  es el gran cuerpo de literatura escrito en Kannada y Sánscrito producido por el Imperio Hoysala (1025-1343) en la actual India. Esta literatura se desarrolló durante el reinado de Vishnuvardhana hasta su derrota por la dinastía Khalji. Los primeros escritores brahmanes conocidos en Kannada eran de la corte de Hoysala. Mientras que la mayor parte de la producción textual fue en Kannada, un importante corpus de literatura monástica vaishnava relativa a la filosofía Dvaita escrita por Madhvacharya en Sánscrito. La escritura Kannada fue popularizada por primera vez por los poetas de la corte. Estos eran composiciones cantadas con acompañamiento instrumental. Sin embargo, los escritores Janaistas continuaron usando el champú tradicional compuesto en prosa y verso. Muchas de las contribuciones literarias fueron proporcionadas por poetas, ministros, nobles, comandantes y ascetas.

## Escritos deKannada
A partir del siglo XII, importantes cambios sociopolíticos que se dieron en el Deccan, al sur del río Krishna. Durante este período, el Hoysalas, Kannadigas nativo de la región de Malnad (país montañoso en la Karnataka moderna) estaban en el ascenso como un poder político. En 1116, el rey Hoysala Vishnuvardhana derrotó a los Cholas de Tanjore y incorporó a Gangavadi (partes del moderno sur de Karnataka), llevando así a la región de nuevo bajo el dominio nativo. En las décadas siguientes, con la disminución del poder de los Chalukya, los Hoysalas proclamaron la independencia y se convirtieron en una de las familias gobernantes más poderosas del sur de India. Consecuentemente, la literatura en Kannada, la lengua local, floreció en el imperio de Hoysala. Se puede subdividir ampliamente de la siguiente manera: obras dominadas por los temas de los escritos de Jain, obras contrastantes de escritores de Veerashaiva que no pertenecen a la tradición poética vachana, refutaciones a los escritos de Shaiva de escritores de Jain, obras brahminicas tempranas obras del nacimiento del movimiento Bhakti en la región de habla Kannada, escritos sobre temas seculares, y los primeros escritos en metros nativos.
Como en siglos anteriores, los autores de Jain escribieron sobre santos, príncipes y otros personajes importantes a la religión de Jain. Las versiones jainas de las epopeyas hindúes tales como el Ramayana y Bhagavata (cuentos del dios hindú Krishna) también fueron escritas. Los autores vaishnavas escribieron tratamientos de las epopeyas hindúes, el Ramayana, el Mahabharata y el Bhagavata. El sobrino de Harihara Raghavanka estableció la tradición shatpadi escribiendo una versión única de la historia del rey Harishchandra en Harishchandra Kavya (1200). Sisumayana introdujo el metro sangatya en su Anjanacharita y Tripuradahana (1235). 
Los inicios exactos del movimiento haridasa en la región de habla kannada han sido disputados. Belur Keshavadasa, un notable erudito de Harikatha, afirmó en su libro Karnataka Bhaktavijaya que el movimiento fue inspirado por santa Achalananda Dasa de Turvekere en el siglo XIX. Naraharitirtha, es por lo tanto considerado el primer haridasa para escribir composiciones Vaishnava en Kannada. Los temas seculares fueron populares e incluyeron tratados sobre y escritos sobre ciencias naturales, matemáticas, ficción, gramática y otros.
Escritores bilingües en Kannada y Telugu ganaron popularidad que causó la interacción entre los dos idiomas, una tendencia que continuó en los tiempos modernos. El canon de Veerashiva de la lengua kannada fue traducido o adaptado al telugu de este período de tiempo. Después de la caída del imperio de Hoysala, los reyes del imperio de Vijayanagara apoyaron aún más a escritores en ambos idiomas. En 1369 inspirado por Palkuriki Somanatha, Bhima Kavi tradujo el Telugu Basavapurana a Kannada,y el Rey Deva Raya II tuvo la histórica escritura de Chamarasa Prabhulingalile traducida al Telugu y al Tamil.
Nagachandra, un erudito, escribió Mallinathapurana , un relato de la evolución del alma del santo de Jain. Según algunos historiadores, el rey Veera Ballala era su patrocinador. Más tarde, escribió su magnum opus, una versión jaina de la epopeya hindú Ramayana llamada Ramachandra Charitapurana. Escrita en el tradicional champu meter y en la tradición pauma charia de Vimalasuri, es la primera versión existente de la epopeya en el idioma kannada. La obra contiene 16 secciones y se desvía significativamente de la epopeya original de Valmiki. Nagachandra representa al rey Ravana, el villano de la epopeya hindú, como un héroe trágico, que en un momento mata a Ravana en la batalla final. Finalmente, Rama toma jaina-diksha, se convierte en un asceta y alcanza nirvana. Considerada una obra complementaria a la Pampa Bharatha de Adikavi.

## Edad de Harihara
Harihara, que vino de una familia de contadores en Hampi, fue uno de los primeros escritores de Veerashaiva que no era parte de la tradición poética de Vachana. Es considerado uno de los poetas Kannada más influyentes de la era de Hoysala. No tradicional, ha sido llamado "poeta de poetas" y "poeta de las masas". La poesía kannada cambió de curso debido a sus esfuerzos, y fue una inspiración para generaciones de poetas a seguir. Impresionado por sus primeros escritos, Kereya Padmarasa, poeta de la corte del rey Narasimha I le presentó al rey que se convirtió en el patrón de Harihara. Maestro de muchos metros, fue el autor del Girijakalyana ("Matrimonio de la diosa nacida en la montaña" Parvati) en la tradición de Kalidasa, empleando el estilo champu para contar un 10 partes historia que conduce al matrimonio del dios Shiva y Parvati. 
A Harihara se le atribuye el desarrollo del medidor de ragale nativo. El primer biógrafo poético en la lengua kannada, escribió una biografía de Basavanna llamada Basavarajadevara ragale, que da detalles interesantes sobre el protagonista, aunque no siempre conforme a las creencias populares de la época. Se le atribuye un grupo de 100 poemas llamados el ragale Nambiya   nana ( "El lago santo de las vidas de los devotos") después del santo Nambiyana. 
Rudrabhatta escribió Jagannatha Vijaya (1180) en un estilo considerado una transición entre Kannada antiguo y medieval. La escritura, en champu meter, es sobre la vida del dios Krishna. Conducente a la lucha del dios con Banasura, se basa en una escritura anterior, Vishnupurana. Nemichandra, poeta de la corte del rey Veera Ballala II y el rey silhara Lakshmana de Kholapur, escribió Lilavati Prabandham (1170), la primera ficción verdadera disponible (y por lo tanto una novela) en Kannada, con una inclinación erótica. Escrito en el champu metro, con la antigua ciudad de Banavasi como fondo, narra la historia de amor de un príncipe kadamba y una princesa que finalmente se casan después de enfrentarse a muchos obstáculos. La historia se basa en un original de c. 610 sánscrito llamado Vasavadatta por Subhandu. Su otra obra, Neminathapurana, inacabado a causa de su muerte (y por lo tanto llamado Ardhanemi). Palkuriki Somanatha, nativo de la moderna Karnataka o Andhra Pradesh, es considerado uno de los principales poetas Shaiva multilingües de los siglos XII y XIII.. Fue experto en los idiomas sánscrito, telugu y kannada. Fue un devoto de Basavanna (el fundador del movimiento Veerashaiva), y todos sus escritos propagan esa fe. Es generalmente aceptado que nació brahmán y más tarde adoptó la fe Shaiva, aunque según el erudito Bandaru Tammayya nació como Jangama (seguidor de la fe Shaiva). Su momento de nacimiento se ha identificado como el siglo XII o finales del siglo XIII. En Kannada, sus escritos más importantes son Silasampadane, Sahasragananama y Pancharatna. Sus conocidos poemas escritos en el ragale meter, son Basava ragale, Basavadhya ragale y Sadguru ragale. Él es conocido por haber humillado a muchos poetas Vaisnavas en los debates. Otras personalidades conocidas del siglo XII incluían a varios escritores jainistas. Éstos incluyen Aggala, que escribió Chandraprabhapurana (1189); Sujanottamsa, que escribió un panegírico sobre Gomateshwara de Shravanabelagola; y Vritta Vilasa, que escribió Sastra sara y Dharmaparikshe (1160).. En esta escritura champu, el autor narra la historia de dos princesas Kshatriya que fueron a Benares y expusieron los vicios de los dioses después de las discusiones con los brahmanes allí. El autor cuestiona la credibilidad de Hanuman (el dios del mono hindú) y los Vanaras (humanoides similares a monos en el épico Ramayana hindú). 
La obra arroja información útil sobre las creencias religiosas contemporáneas.

## Conflicto Jain–Veerashaiva
El poeta dramático Raghavanka de Hampi, cuyo estilo se compara con el del poeta del siglo X Ranna, fue el primero en establecer el metro shatpadi en la literatura de Kannada en la épica Harishchandra Kavya (1200). La escritura es un original en la tradición y la inspiración que desarrolla plenamente el potencial del metro shatpadi la narración tiene muchos versos elegíacos. Sus otros escritos conocidos, adhiriéndose a los estrictos principios de Shaiva principios y escritos para apaciguar a su gurú, son el Siddharama charitra ,un elogio estilístico más grande que la vida del santo compasivo del siglo XII Veerashaiva, Siddharama de Sonnalige; el Somanatha charitra, una obra propagandista que describe la vida de santa Somayya de Puligere , su humillación por una muchacha de Jain y su venganza; la Viresvara charita, una historia dramática de la ira ciega de un guerrero de Shaiva, Virabhadra; el Hariharamahatva, un relato de la vida de Harisvara de Hampi; y Sarabha charitra. Los dos últimos clásicos se consideran perdidos.[Sastri (1955), p. 362]
En 1209, el erudito jainista, ministro, constructor de templos y comandante del ejército Janna escribió, entre otros clásicos, Yashodhara Charite, un conjunto único de historias en 310 versos que tratan con el sadomasoquismo, la transmigración del alma y la moral. La escritura, aunque está inspirada en el clásico sánscrito de Vadiraja, se destaca por su interpretación original, imaginería y estilo. Las historias de enamoramiento llegan a su punto culminante cuando Janna escribe sobre la atracción de Amrutamati, la reina, hacia el feo caoba Ashtavakra, que complace a la reina con patadas y latigazos. Esta historia ha despertado el interés de los investigadores modernos. En honor de este trabajo, Janna recibió el título de Kavichakravarthi de su patrón, el rey Veera Ballala II. 
Mallikarjuna, un asceta de Jain, compiló una antología de poemas llamados Suktisudharnava ("Gemas de los poetas") en 1245 en la corte del rey Vira Someshwara. La antología misma proporciona una visión de los gustos poéticos de ese período (y por lo tanto califica como una "historia de la literatura de Kannada"), también desempeña la función de una "guía para poetas", un método asertivo para cerrar la brecha entre la intelectualidad literaria cortesana y la poesía popular. Siendo una guía para "intelectuales profesionales", la obra, fiel a su naturaleza, a menudo incluye poemas elogiosos reyes y realeza, pero ignorando por completo poemas del canon vachana del siglo XII. Sin embargo, la selección de poemas incluye contribuciones de Harihara, el escritor no conformista de Veerashaiva. Esto sugiere un compromiso por el cual el autor intenta incluir a los "rebeldes"[Nagaraj (2003), p. 364]. 

## Consolidación de la gramática
Keshiraja fue un notable escritor y gramático del siglo XIII. Provenía de una familia de famosos poetas-escritores. Aunque cinco de los escritos de Keshiraja no son rastreables, su trabajo más perdurable en la gramática de Kannada, Shabdamanidarpana ("El espejo de las joyas de la palabra", 1260). Fiel a su deseo de que su escritura en la gramática "dure tanto como el sol, la luna, los océanos y la montaña Meru duraron", Shabdamanidarpana es popular incluso hoy en día y se considera una autoridad estándar en la antigua gramática Kannada. Aunque Keshiraja siguió el modelo de la gramática sánscrita y el de escritos anteriores en Gramática kannada, su obra tiene originalidad[Sahitya Akademi (1988), p. 1476]. Un desarrollo importante de este período que tendría un profundo impacto en la literatura kannada incluso en la era moderna fue el nacimiento del movimiento Haridasa. Este movimiento, fue en contraste íntimamente dedicado al dios hindú Vishnu como el Dios supremo. La inspiración detrás de este movimiento fue la filosofía de Madhvacharya de Udupi. Naraharitirtha es considerado el primer conocido haridasa y compositor de canciones devocionales Vaishnava en Kannada. La poesía Vaishnava sin embargo desapareció por cerca de dos siglos después de la muerte de Naraharitirtha antes de resurgir como una forma popular de la literatura popular durante el reinado del Imperio de Vijayanagara. Sólo tres de las composiciones de Naraharitirtha están disponibles hoy en día. Ratta Kavi, un noble jainista, escribió una pieza cuasi científica llamada Rattasutra en 1300. La escritura lleva en fenómenos naturales tales como la lluvia, terremotos, relámpagos, planetas y presagios. Un comentario sobre el Amara Khosa, considerado útil para los estudiantes del idioma, llamado Amara Khosa Vyakhyana fue escrito por el escritor jaina Nachiraja (1300). Hacia el final de la regla de Hoysala, Nagaraja escribió Punyasrava en 1331 en estilo champu, una obra que narra las historias de héroes puránicos en 52 cuentos y se dice que es una traducción del sánscrito[E.P.Rice (1921), p. 45].

## Escritos sánscritos
El movimiento Vaisnava en las regiones de habla kannada encontró impulso después de la llegada del filósofo Ramanujacharya (1017 a 1137). Huyendo de una posible persecución del Rey Chola, Ramanujacharya buscó refugio inicialmente en Tondanur y más tarde se trasladó a Melkote. Pero este evento no tuvo ningún impacto en la literatura Vaisnava en las tierras de Hoysala en ese momento. Sin embargo, las enseñanzas de Madhvacharya (1238, 1317), que propone la filosofía Dvaita, tuvieron un impacto directo en la literatura Vaishnava, tanto en los idiomas Sánscrito como Kannada. Este cuerpo de escritos es conocido como haridasa sahitya (literatura haridasa). Nacido como Vasudeva en la aldea de Pajaka cerca de Udupi en 1238, aprendió los Vedas y Upanishads bajo su guru Achyutapreksha. Fue iniciado en sanyasa (ascetismo) después de se ganó el nombre de Madhvacharya (o Anandatirtha). Más tarde, discrepó con las opiniones de su gurú y comenzó a viajar por la India. Discutió con éxito con muchos eruditos y filósofos durante este tiempo y conquistó a Naraharitirtha, un ministro en Kalinga, que más tarde se convertiría en el primer discípulo notable de Madhvacharya. A diferencia de Adi Shankaracharya (788 a 820) quien predicó la filosofía Advaita (monismo) y Ramanujacharya quien propuso la filosofía Vishishtadvaita (monismo calificado), Madhvacharya enseñó la filosofía Dvaita (dualismo). Madhvacharya enseñó la devoción completa al dios hindú Vishnu, enfatizando Jnanamarga o el "camino del conocimiento", e insistió en que el camino de la devoción "puede ayudar a un alma a alcanzar la elevación" (Athmonathi). Él estaba sin embargo dispuesto a aceptar la devoción a otras deidades hindúes también. Escribió 37 obras en sánscrito incluyendo Dwadasha Sutra (en el que su devoción al dios Vishnu encontró plena expresión), Gita Bhashya, Gita Tatparya Nirnaya, Mahabharata Tatparya Nirnaya, Bhagavata Tatparya Nirnaya, Mayavada Khandana y Vishnu Tattwa Nirnaya. Para propagar sus enseñanzas estableció ocho monasterios cerca de Udupi, el monasterio de Uttaradhi, y el monasterio de Raghavendra en Mantralayam (en la moderna Andhra Pradesh) y Nanjanagud (cerca de la moderna Mysore). Los escritos de Madhvacharya y Vidyatirtha (autor de Rudraprshnabhashya) pueden haber sido absorbidos por Sayanacharya, hermano de Vidyaranya, el santo patrón de los fundadores del imperio de Vijayanagara en el siglo XIV. Bharatasvamin (patrocinado por el rey Hoysala Ramanatha) escribió un comentario sobre Shadgurusishya escribió comentarios sobre Aitareya Brahmana y Aranyaka, y Katyayana escribió Sarvanukramani. Una familia de poetas hereditarios cuyos nombres no se han identificado tenían el título "Vidyachakravarti" (poeta laureado) en la corte de Hoysala. Uno de ellos escribió Gadyakarnamrita, una descripción de la guerra entre el rey Hoysala Vira Narasimha II y los Pandyas, a principios del siglo XIII. Su nieto con el mismo título, en la corte del rey Veera Ballala III, compuso un poema llamado Rukminikalyana en 16 kandas (capítulos) y escribió comentarios (sobre poética) sobre el Alankarasarvasva y Kavyaprakasa. Kalyani Devi, hermana de Madhvacharya, y Trivikrama, su discípulo, escribían comentarios sobre la filosofía Dvaita. A Trivikrama se le atribuye un poema que narra la historia de Usha y Aniruddha llamado Ushaharana. Narayana Pandita compuso Madhwavijaya, Manimanjari y un poema llamado Parijataharana. El escritor de Jain Ramachandra Maladhari autor Gurupanchasmriti.

## Literatura después de Hoysalas
Los desarrollos literarios durante el período de Hoysala tuvieron una marcada influencia en la literatura de Kannada en los siglos siguientes. Estos acontecimientos popularizaron los metros populares que cambiaron el énfasis hacia las formas desi (nativas o populares) de la literatura. Con la disminución de la producción literaria de Jain, la competencia entre los escritores de Veerashaiva y de Vaishnava vino al primer plano. Lakshmisa, el escritor del siglo XVI del siglo XVII de poemas épicos continuó la tradición en el Jaimini Bharata, una obra que ha seguido siendo popular incluso en el moderno. El metro tripadi, uno de los más antiguos de la lengua kannada, fue popularizado en el siglo XVI por el poeta mendicante Sarvajna. Incluso los escritores jainistas, que habían dominado la literatura cortesana durante todo el período clásico con su estilo sánscrito champu, comenzaron a utilizar los metros nativos. Entre ellos, Ratnakaravarni es famoso por integrar con éxito un elemento de placer mundano en la ascesis y por tratar el tema del erotismo con discreción en una epopeya religiosa escrita en el sangatya nativo metro (un metro iniciado por el poeta de Hoysala Sisumayana), su obra magnum, el Bharatadesa Vaibhava (c. 1557). Aunque los escritos Vaisnavas en Kannada comenzaron con el poeta Hoysala Rudrabhatta y el género de canciones devocionales fue iniciado por Naraharitirtha, el movimiento Vaishnava comenzó a ejercer una fuerte influencia en la literatura Kannada sólo a partir del siglo XV en adelante. Los escritores Vaishnava consistían en dos grupos que parecían no tener interacción entre sí: los comentaristas Brahmin que típicamente escribían bajo el patrocinio de la realeza, y los escritores Bhakti (devoción) (también conocidos como haridasas) que no jugó ningún papel en asuntos de corte. Los escritores del Bhakti llevaron el mensaje de Dios a la gente en la forma de canciones melodiosas compuestas usando géneros populares tales como el kirthane (una composición musical con estribillo, basada en la melodía y el ritmo), el suladi (una composición basada en el ritmo) y el ugabhoga (una composición basada en la melodía). Kumara Vyasa y Timmanna Kavi eran bien conocidos entre los comentaristas Brahmin, mientras que Purandara Dasa y Kanaka Dasa fueron los escritores más notables del Bhakti. La filosofía de Madhvacharya, que se originó en la región de habla kannada en el siglo XIII, se extendió más allá de sus fronteras durante los dos siglos siguientes. Las haridasas itinerantes, mejor descritas como los santos-poetas místicos, difunden la filosofía de Madhvacharya en Kannada simple, ganando el atractivo masivo al predicar la devoción a Dios y ensalzando las virtudes de jnana (iluminación), bhakti (devoción) y vairagya (desprendimiento). La poesía de Vachana, desarrollada en reacción a la rígida sociedad hindú basada en castas, alcanzó su pico de popularidad entre los desfavorecidos durante el siglo XII. Aunque estos poemas no emplearon ningún metro regular o esquema de rima, se sabe que tienen haber tenido su origen en la forma métrica tripadi anterior. Los Veerashaivas, que escribieron esta poesía, habían alcanzado posiciones influyentes en el período Vijayanagara (siglo XIV)<>[Shiva Prakash (1997), p. 188]</>. Los ministros de la Corte y la nobleza de la fe, como Lakkanna Dandesa y Jakkanarya, no sólo escribían literatura, sino que también patrocinaban a escritores y poetas talentosos. Los antropólogos de Veerashaiva de los siglos XV y XVI comenzaron a recoger escritos de Shaiva y poemas de vachana, originalmente escritos en manuscritos de hojas de palma. Debido a la naturaleza críptica de los poemas, los anthologists agregaron comentarios a ellos, proporcionando así su significado oculto y significado esotérico. Un aspecto interesante de este trabajo antológico fue la traducción del canon Shaiva al sánscrito, trayendo en la esfera del orden cultural sánscrito (marga o mainstream en oposición a desi o folk). 